# Salines de Janubio
Les Salines de Janubio, (Salinas de Janubio en espagnol), sont situées sur une lagune d'origine volcanique (Laguna de Janubio), sur la commune de Yaiza, aux Îles Canaries.

## Histoire
Le site était autrefois un port naturel, la lagune était ouverte sur l'océan. Le port a été ravagé par les éruptions de Timanfaya entre 1730 et 1736. Une barre de sable volcanique a été formée, fermant le site et formant la lagune actuelle.
La construction et l'exploitation des salines a commencé en 1895 avec les familles Cerdeña, Días and Lleó. Actuellement la troisième génération de la famille Lleó, la famille Padrón Lleó exploite encore le site.
Durant leurs années fastes, les salines ont procuré du travail à 400 travailleurs. Jusque dans les années 1970, la production de sel atteignait 10 000 tonnes par an. Le sel était alors utilisé principalement pour la salaison du poisson. Du fait de la baisse de la demande et de la disponibilité des systèmes de réfrigération, l'activité a été considérablement réduite depuis, au début du XXIe siècle, elle est de 2 000 tonnes par an .

## Le site
La lagune, longue de 1 kilomètre et profonde de 3 mètres, s'étend sur 33 hectares. Elle est séparée de l'océan par une coulée de lave. Les bassins ont été creusés au XXe siècle.

## Playa de Janubio
La plage de Janubio, Playa de Janubio, est la plage séparant la lagune de l'océan, elle est formée de l'accumulation de gravillons provenant de l'érosion marine des coulées de laves. Du fait des forts courants, cette plage est interdite à la baignade

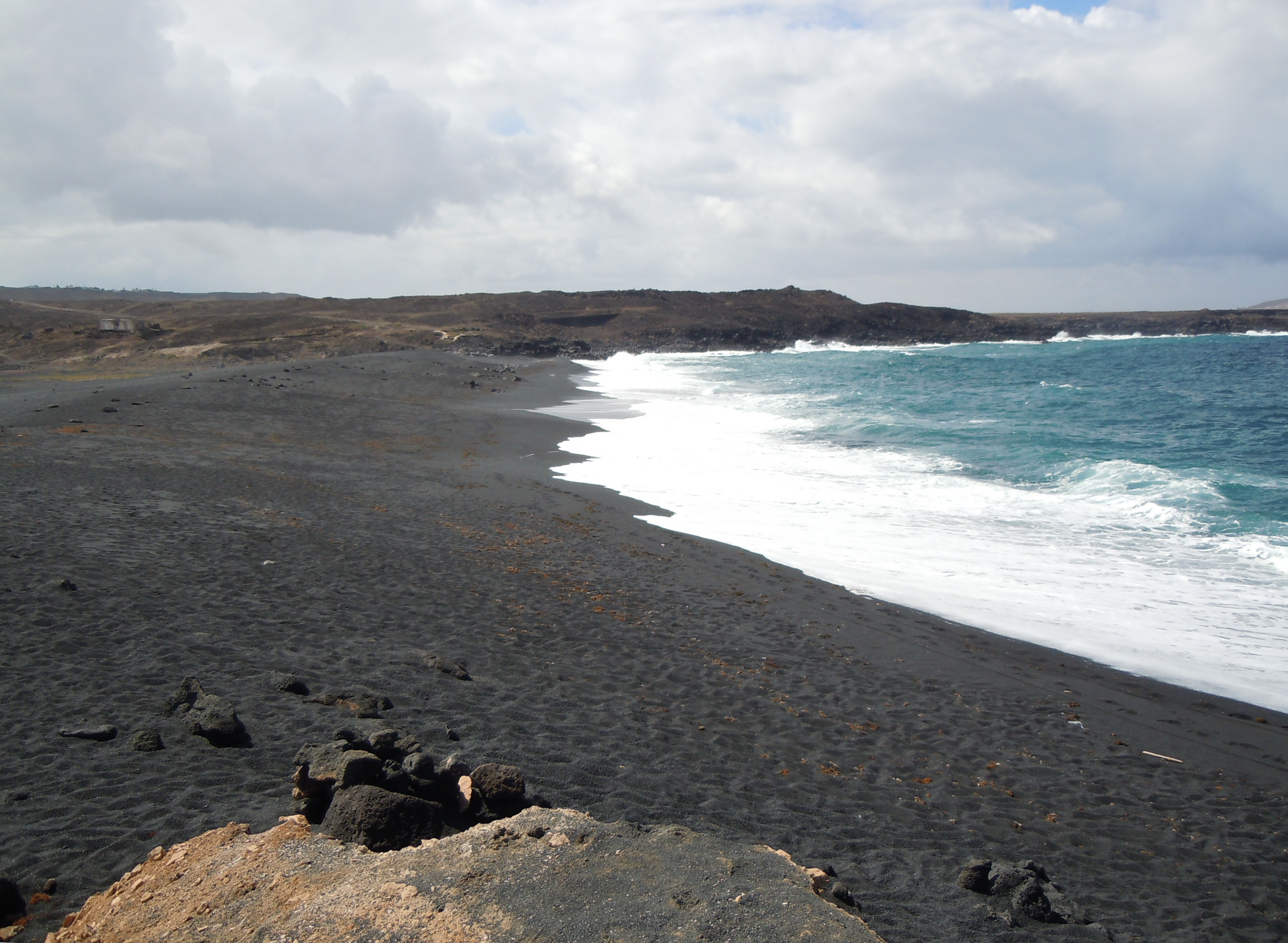
Playa de Janubio
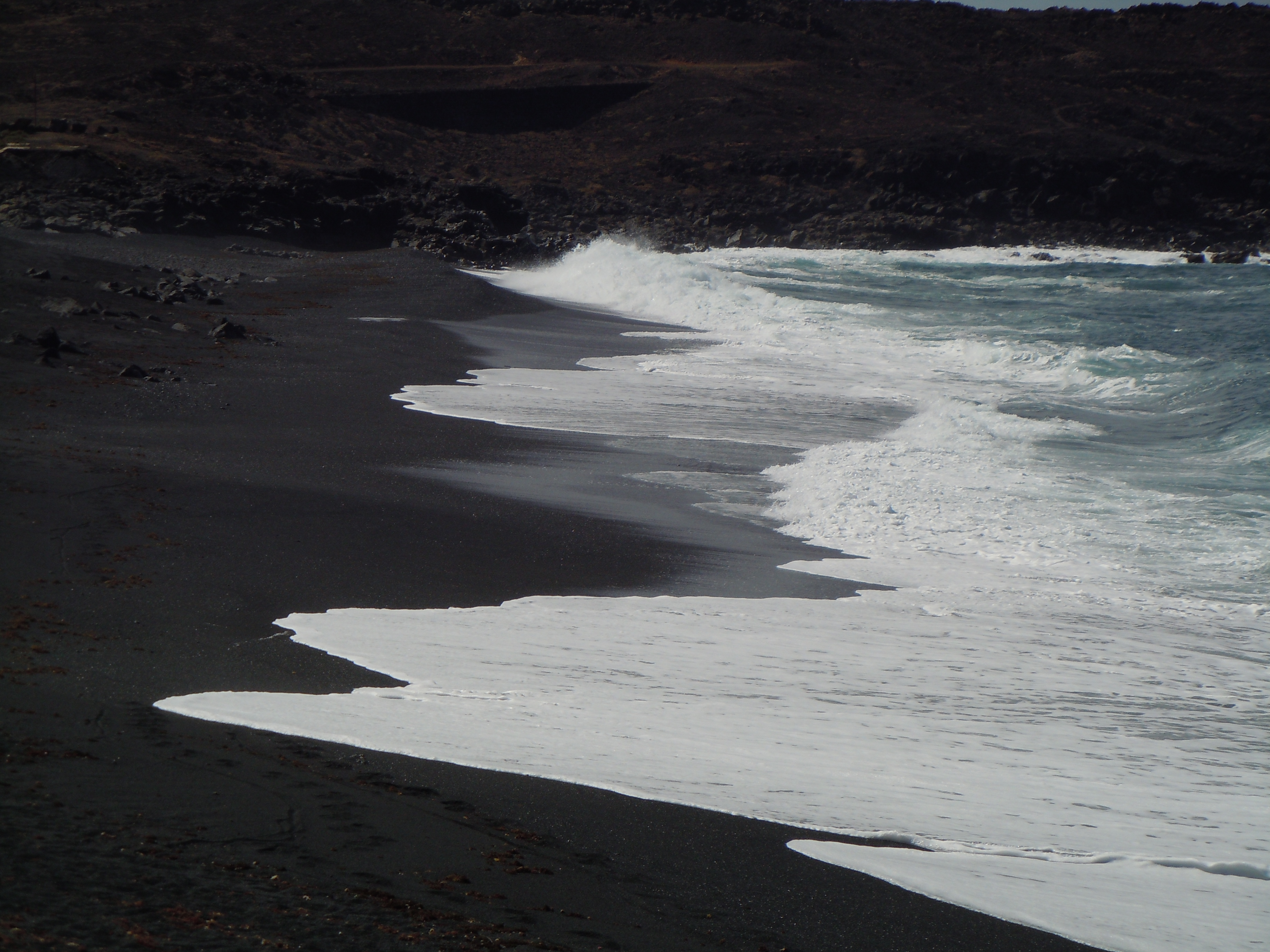
Plage de sable volcanique
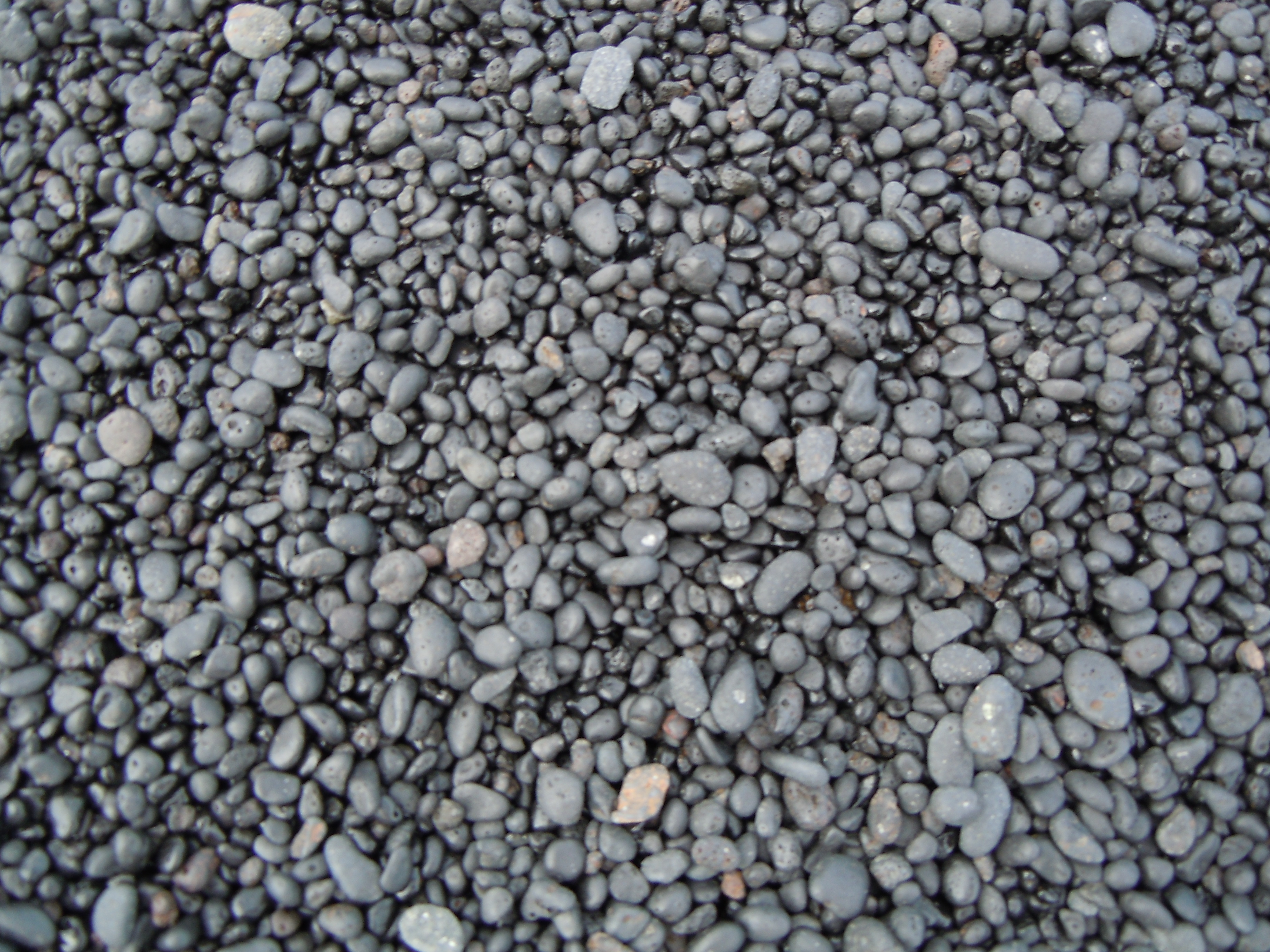
Sable noir

## Faune et flore
La lagune est une réserve ornithologique. Elle est fréquentée par de nombreuses espèces migratrices. C'est un site de nidification du Pluvier à collier interrompu.
La végétation entourant la lagune est constituée principalement de taillis d'alaugas (Launaea arborescens), de bruscas  (Salsola vermiculata) et de coscos  (Mesembryanthemum nodiflorum).

## Vue panoramique

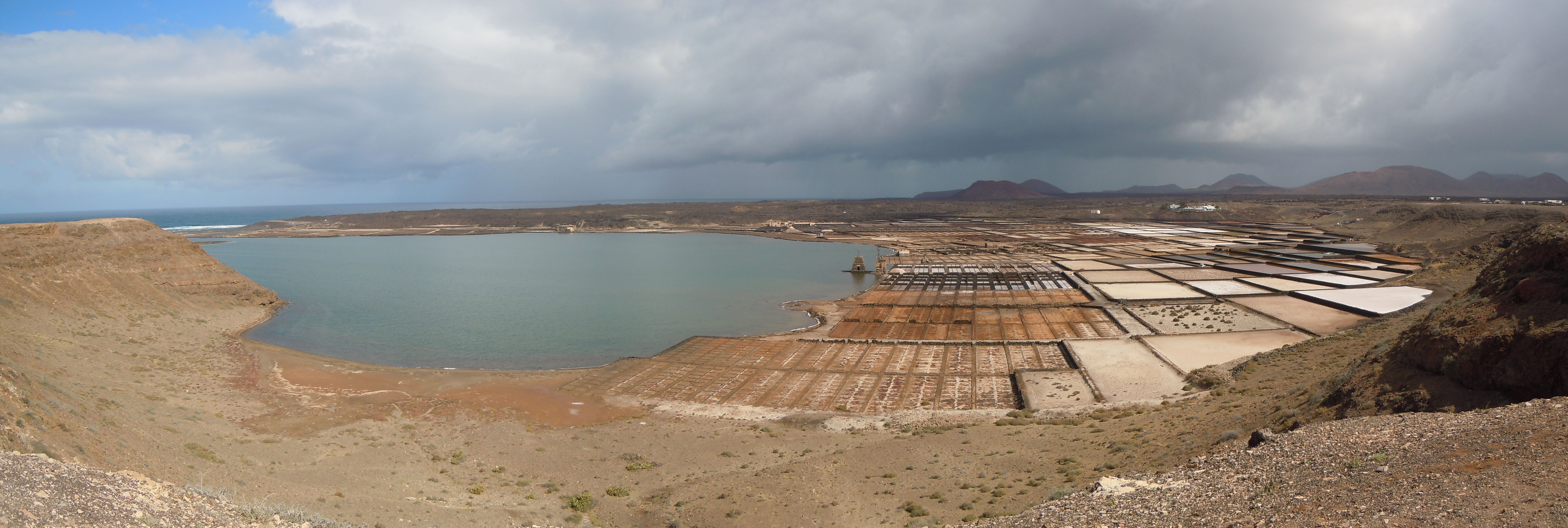
Vue panoramique de la lagune et de la saline de Janubio.

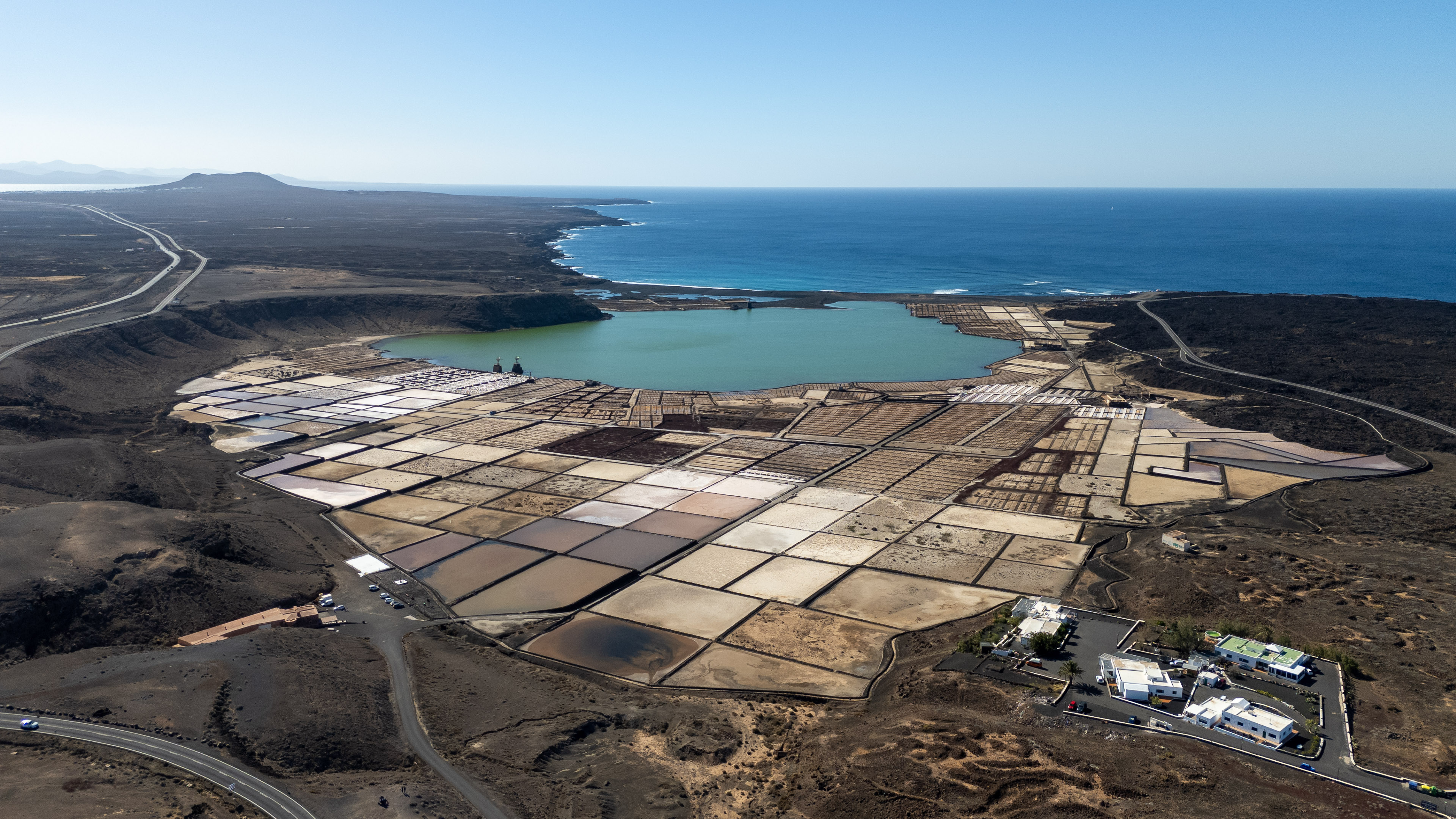
Vue aérienne des Salines de Janubio.

## Vues des salines abandonnées
Les bassins sur l'ouest de la lagune ont été abandonnés dans le milieu du XXe siècle, les ruines des installations subsistent et confèrent au site une singulière beauté

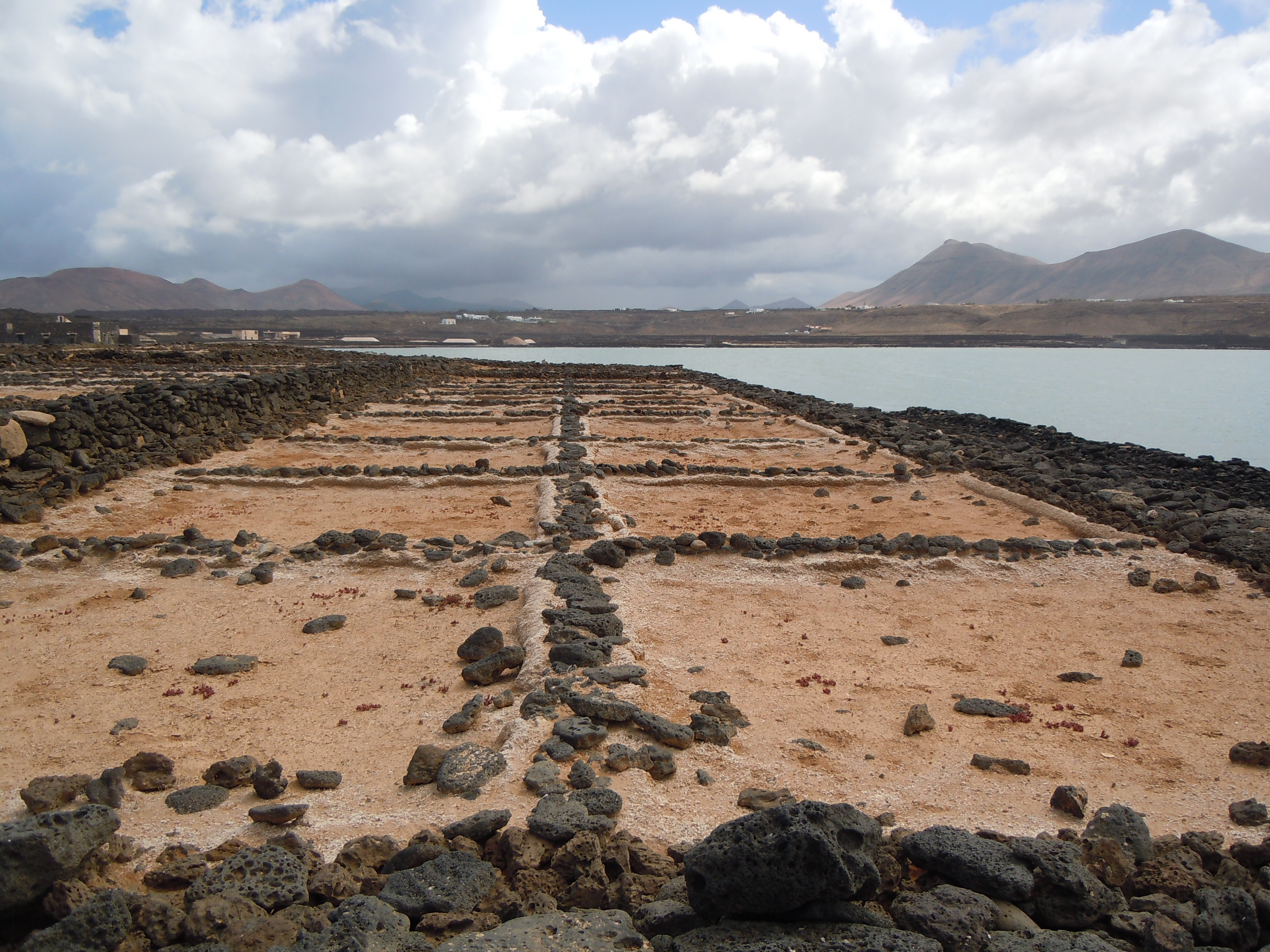
Bassins abandonnés
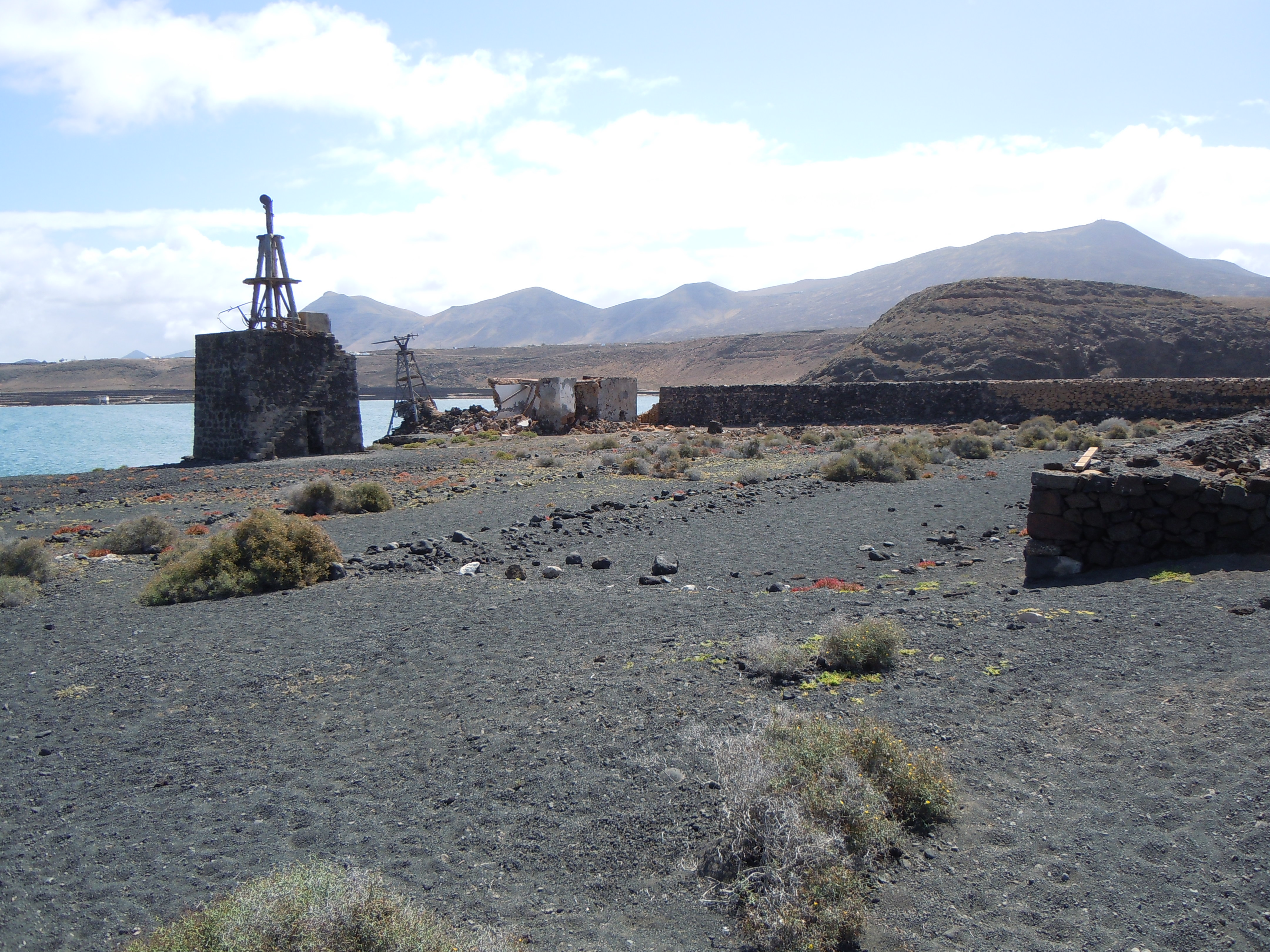
Moulins en ruine.
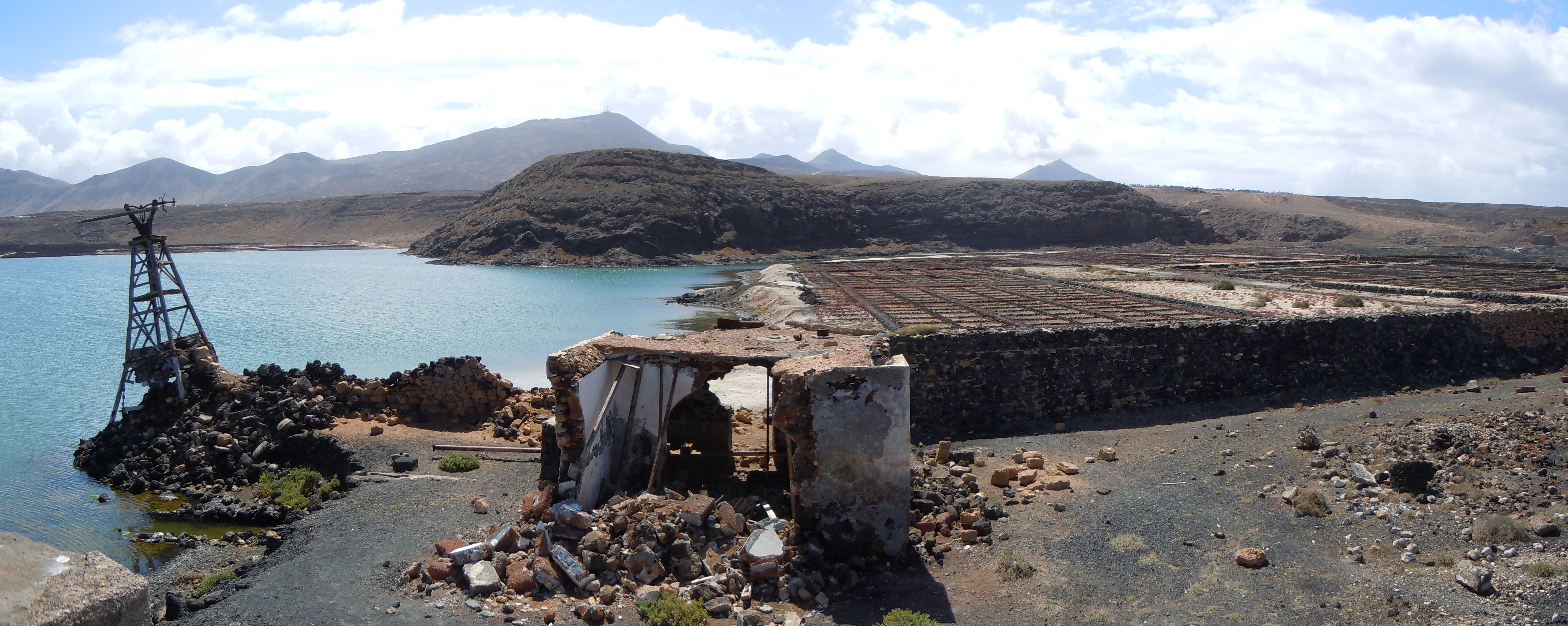
Bassins abandonnés